# Zone volcanique centrale des Andes

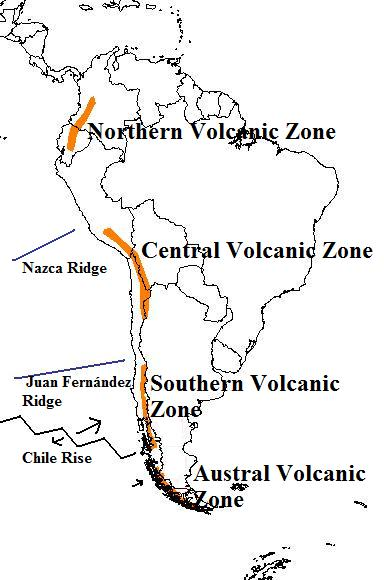
Localisation de la zone volcanique centrale des Andes

La zone volcanique centrale des Andes est un arc volcanique continental d'Amérique du Sud faisant partie de la ceinture volcanique andine et plus généralement de la ceinture de feu du Pacifique. Elle regroupe l'intégralité des volcans péruviens, boliviens et ceux du nord du Chili et de l'Argentine, soit les volcans compris entre les latitudes 15 et 27° sud. Ces volcans situés dans la cordillère des Andes sont nés de la subduction de la plaque de Nazca sous les plaques sud-américaine et de l'Altiplano.